# Hotel Savoy (Tucumán)
El Hotel Savoy fue un establecimiento hotelero de San Miguel de Tucumán, Tucumán, Argentina. Este se ubicaba entre la calle Maipú y avenida Sarmiento, en adyacencias al viejo edificio de la Legislatura y el Teatro San Martín. En la actualidad funciona en su sitio el Casino de Tucumán, el cual se encuentra cerrado por obras.

## Historia
El establecimiento hotelero fue construido a partir del proyecto del empresario Faustino da Rosa para construir un teatro, hotel y casino en una misma manzana de 1908.  El pedido fue aprobado por la legislatura el 18 de agosto del mismo año, siendo el hotel inaugurado en 1911. El conjunto de edificios fue obra de los arquitectos Emilio Hugé y Vicente Colmegna, teniendo un costo de MSN 1 000 000. 
En 1929 el casino fue cerrado tras promulgarse una ley contra los juegos de azar. Por esta razón el resto del complejo comenzó a decaer, cerrando el hotel en 1944. Por esta razón, el hotel, teatro y el edificio del casino fueron comprados por el gobierno de la provincia de Tucumán por MSN 780 000. El establecimiento hotelero fue remodelado y reabierto en 1945, pasando a ser administrado por el estado provincial. 
En 1959 se reabrió el casino en los salones comedores y el jardín de invierno del edificio del hotel por parte del gobernador Celestino Gelsi.  En 1983, la Cámara de Senadores provincial se instaló en el edificio, cesando los servicios del hotel Savoy. Pero en 1991, tras la creación de la legislatura unicameral, se restablece el casino y se mantienen oficinas de la legislatura provincial. Estas serían desocupadas en 2012, tras la construcción del nuevo palacio legislativo. 
En 2020, con la pandemia de Covid-19, el casino cesó sus actividades para cumplir el protocolo sanitario y la realización de trabajos para abrirlo. En la actualidad el casino se encuentra cerrado por obras. 

## Descripción
El hotel contaba con 120 habitaciones con baño privado en 3 plantas y un subsuelo. Además, en la planta baja funcionaban salas de juego de azar, salones de baile, gimnasio y sala de esgrima y comedores. Asimismo, los edificios del complejo (incluido el hotel Savoy) se encontraban rodeados de jardines que los conectaban. 